# Premi della letteratura fantascientifica
Elenco di premi letterari di fantascienza, organizzati per lingua.

## Premi in lingua italiana
(in ordine alfabetico)
- Concorso GonZO editore[1]- Presente in maniera indipendente dal 2017, propone quattro categorie (Fantascienza, Fantasy, Horror, Pulp/noir) per romanzi inediti con pubblicazione su cartaceo senza alcuna spesa per l'autore. Iscrizione gratuita.
- Premio Italia - Istituito nel 1972, rappresenta la celebrazione dell'apprezzamento del fandom italiano per la produzione nazionale dell'anno precedente. Varie categorie, che hanno subito cambiamenti negli anni, includendo romanzi, racconti, curatori di riviste, fanzine, illustratori, ecc.
- Premio Giulio Verne[2] - concorso letterario assegnato dal 2010 durante la Levantecon - manifestazione di scienza e fantascienza[3] (Bari).
- Senagalactica - "Dove stiamo volando?" Concorso Biennale Nazionale di racconti inediti di fantascienza promosso dalla biblioteca comunale con il supporto del comune di Senigallia. Attivo dal 2013.
- Premio Kipple - Per romanzi o racconti di fantascienza (opere inedite). Attivo dal 2008 e promosso dalla Kipple Officina Libraria, il premio predilige opere con contenuti a carattere sociale, fantapolitico, hard sf, cyberpunk e al confine tra i generi fantahorror, weird, ecc.; è possibile partecipare con più opere.[4]
- Premio Odissea - Per romanzi inediti di genere fantastico (fantascienza e fantasy); nato nel 2006 e promosso dall'associazione ed editrice Delos Books, che pubblica le opere vincitrici[5]
- Premio Porco Rosso, assegnato dal 2024 alla "fantascienza resistente" e dedicato a racconti inediti.[6]
- Trofeo RiLL - Per racconti brevi e inediti di genere fantastico. Attivo dal 1994, è organizzato dall'associazione RiLL - Riflessi di Luce Lunare. I racconti vincitori vengono pubblicati in una antologia annuale e su riviste letterarie e ludiche.
- Premio Robot - Per racconti inediti. Assegnato per la prima volta nel 1976 e 1977, è stato nuovamente bandito a partire dal 2004, promosso da Delos Books e dalla rivista Robot.[7]
- Premio Star Trek - Per racconti ambientati nell'universo di Star Trek, inediti o editi. Il premio è indetto a partire dal 2007 dallo Star Trek Italian Club (STIC) e viene consegnato durante l'annuale STICCon.[8]
- Premio Urania - Per romanzi inediti. Bandito dal 1989 da Urania, nota collana specializzata pubblicata da Mondadori, che pubblica i romanzi vincitori.
- Premio Urania Short - Per racconti inediti. Bandito dal 2017 da Urania, nota collana specializzata pubblicata da Mondadori, che pubblica i racconti vincitori di solito in appendice al fascicolo che presenta il romanzo vincitore del Premio Urania.
- Premio Vegetti - Premia il miglior romanzo (o antologia personale) e il miglior saggio di fantascienza in lingua italiana pubblicati durante il biennio precedente. Istituito nel 2012 dalla World SF (l'associazione italiana dei professionisti della fantascienza)[9] per commemorare la scomparsa di Ernesto Vegetti (presidente della World SF per decenni), viene consegnato durante l'annuale Italcon.[10]

### Non più assegnati
- Premio Lovecraft (senza alcuna relazione con l'omonimo concorso organizzato da Delos Books) - nato nel 1977 per opera del Club Yuri Gagarin di Napoli, con sponsor l'Editrice Nord. Per racconti di fantascienza, horror, fantasy, inediti o editi. Scomparso negli anni successivi, venne rilanciato da Pietro Borgo nel 1997 col nome di premio Akery, dall'antico nome della città di Acerra, in cui viene bandito). L'ultima edizione risale al 2008.
- Premio Alien - Per racconti di fantascienza, inediti o editi; attivo dal 1994 al 2006. I racconti vincitori e finalisti venivano pubblicati in antologie di vari editori.
- Premio Apuliacon - Per racconti di fantascienza inediti; fondato nel 2003, assegnato fino al 2007.[11]
- Premio Cosmo - Per romanzi inediti. Assegnato dal 1990 al 1996, era promosso dalla Editrice Nord, che pubblicava i romanzi vincitori.
- Premio Courmayeur - Per racconti brevi di genere fantastico. Attivo fino al 2000, era promosso dal comune di Courmayeur in collaborazione con lo Space O club di Aosta e Keltia Editrice.
- Premio Fantascienza.com - Istituito nel 2002 dal portale web Fantascienza.com, attivo fino al 2006 per un totale di 4 edizioni[12], è stato sostituito dal premio letterario Odissea (vedi sopra).
- Premio Future Shock - Per racconti di fantascienza. Fondato nel 1991, promosso dalla rivista pugliese Future Shock[13], ha raggiunto nel 2016 l'ottava edizione.[14]
- Premio Galassia - Città di Piacenza - Dedicato a racconti inediti di un massimo di 20 cartelle; assegnato dal 2003 al 2007.
- Premio Intercom - Fondato nel 1993 e promosso dalla fanzine Intercom.
- Premio letterario Nord - Storico premio promosso dalla Editrice Nord
- Premio Omelas - Per racconti di fantascienza incentrati su tema dei diritti umani; attivo dal 2001 al 2003.
- Premio Fantascienza e dintorni.[15] Concorso per racconti di fantascienza edito dal 2004 al 2006, poi interrotto per mancanza di sponsor.
- Premio Oltrecosmo - Per racconti brevi; attivo dal 2005 al 2007.
- Premio Solaria - Per romanzi inediti. Attivo dal 1999 al 2000, fu legato all'esordio editoriale della collana di fantascienza Solaria della editrice Fanucci, che pubblicò solo il vincitore della prima edizione: "Il sicario" di Laura Iuorio

## Premi in lingua francese
- Grand Prix de l'Imaginaire - Ideato nel 1974 con il nome di Grand Prix de la Science Fiction Française, dal 1992 si è aperto al fantasy e all'horror (in coincidenza con la scomparsa del Prix Apollo), assumendo l'attuale denominazione.
- Grand Prix de la Science-Fiction et du Fantastique québécois - Assegnato nel Québec in Canada
- Premio Aurora
- Premio Rosny-Aîné
- Premio Boréal
- Premio Cosmos 2000
- Premio Julia Verlanger
- Premio Tour Eiffel de Science-Fiction
- Premio Jules Verne
- Premio Imaginales
- Premio Ozone
- Premio UPC multilingue: catalano, castigliano, francese ed inglese.[16]

### Non più assegnati
- Premio Apollo - Attivo dal 1972 al 1990, per romanzi di fantascienza scritti o tradotti in francese.

## Premi in lingua inglese
- Premio BSFA - assegnato dalla British Science Fiction Association per la migliore fantascienza britannica.
- Premio Ditmar (Ditmar Awards) - per la miglior fantascienza, fantasy e horror australiana, istituito nel 1969. Vi sono varie categorie. I premi vengono consegnati nel corso della Natcon (National Science Fiction Convention). Il nome deriva dal fan di Melbourne Martin James Ditmar Jenssen.[17]
- Premio Hugo
- Premio Nebula
- Premio Locus
- Premio Grand Master
- Premio World Fantasy
- Premio John Wood Campbell Memorial
- Premio Philip K. Dick
- Premio Asimov's Readers
- Premio British Fantasy
- Premio International Horror Guild
- Premio Arthur C. Clarke
- Premio James Tiptree Jr.
- Premio Sir Julius Vogel
- Compton Crook Award
- Premio Sidewise per la storia alternativa
- Premio Prometheus - dal 1979; assegnato dai membri della Libertarian Futurist Society (associazione fondata nel 1982) per promuovere le opere di fantascienza che esaltano la libertà.[18]
- Premio UPC multilingue: catalano, castigliano, francese ed inglese.[16]

### Non più assegnati
- Premio Jupiter - Attivo dal 1974 al 1978

## Premi in lingua polacca
- Premio Janusz A. Zajdel - Per racconti e romanzi editi di fantascienza e fantasy.
- Premio Nautilus

## Premi in lingua giapponese
- Premio Seiun
- Premio Daikon

## Premi in lingua spagnola
- Premio Minotauro de Literatura Fantástica y Ciencia Ficción
- Premio UPC de Ciencia Ficción multilingue: catalano, castigliano, francese ed inglese.[16]
- Premio Gabriel
- Premio Espiral Ciencia Ficción
- Premio Ignotus
- Premio Domingo Santos
- Premio Gilgamesh
- Premio Alberto Magno multilingue: castigliano e basco

## Premi in lingua catalana
- Premio UPC de Ciencia Ficción multilingue: catalano, castigliano, francese ed inglese.[16]
- Premio Juli Verne

## Premi in lingua croata
- Premio SFERA, conferito annualmente dall'associazione fantascientifica SFera a partire dal 1981.[19]